# Björksta
Björksta is een plaats in de gemeente Knivsta in het landschap Uppland en de provincie Uppsala län in Zweden. De plaats heeft 146 inwoners (2005) en een oppervlakte van 32 hectare. De plaats wordt omringd door zowel bos als landbouwgrond en ligt ongeveer vier kilometer ten zuiden van de plaats Knivsta. De bebouwing in het dorp bestaat grotendeels uit vrijstaande huizen.